# Gework Tadewosjan
Gework Tadewosjan (orm. Գևորգ Թադևոսյան; ur. 1999) – ormiański zapaśnik walczący w stylu klasycznym. Zajął czternaste miejsce na mistrzostwach świata w 2023. Dziewiąty na mistrzostwach Europy w 2024. Złoty medalista wojskowych MŚ w 2021. 
Drugi na MŚ U-23 w 2022 i trzeci na ME w 2021 roku.